# Gössendorf
Gössendorf è un comune austriaco di 3 834 abitanti nel distretto di Graz-Umgebung, in Stiria; ha lo status di comune mercato (Marktgemeinde).